# Гирло річки Бакшала
Ги́рло рі́чки Бакшала́ — ботанічна пам'ятка природи місцевого значення в Україні. Розташована на території Доманівського району Миколаївської області, у межах Прибузької сільської ради.
Площа — 5 га. Статус надано згідно з рішенням Миколаївської обласної ради № 20 від 18.03.1994 року задля збереження ділянок зростання рослин, що зникають.
Заказник розташований на схід від села Щуцьке, в гирлі річки Бакшала, яка впадає в річку Південний Буг.